# ساکورا هارونو

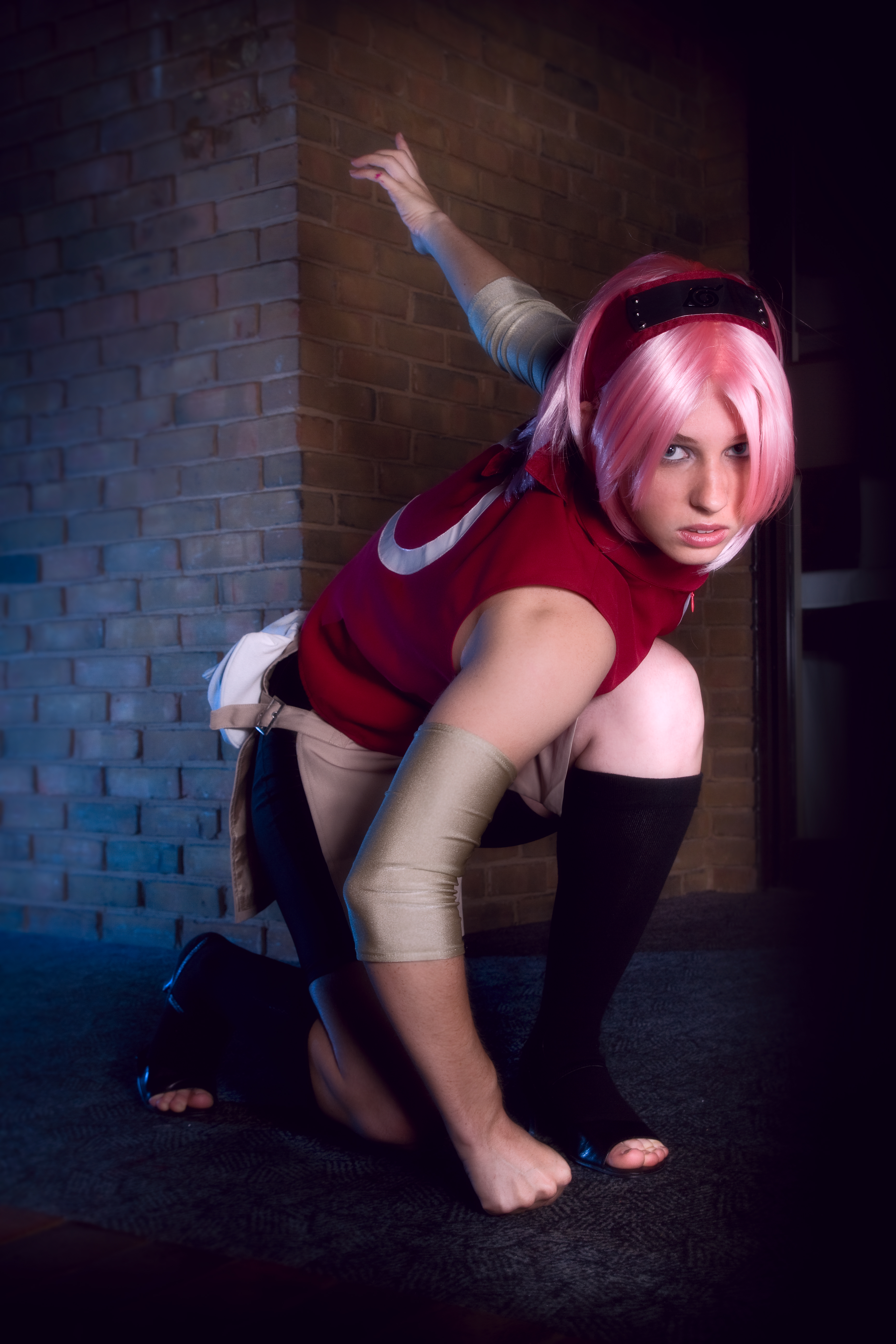
کاسپلی از کاراکتر ساکورا هارونو

ساکورا هارونو (به ژاپنی: 春野 サクラ, Haruno Sakura) یک شخصیت خیالی در مجموعه مانگا و انیمه ناروتو است که توسط ماساشی کیشیموتو خلق شده‌است.  در انیمه و مانگا، ساکورا یک کونوایچی (نینجای مؤنث) در روستای کونوها و یکی از اعضای تیم ۷ که شامل خود او، ناروتو اوزوماکی، ساسوکه اوچیها و مربی آن‌ها کاکاشی هاتاکه بود. در ابتدای سری مانگا او یک گنین و شاگرد کاکاشی هاتاکه بود، اما بعدها تحت تعالیم سوناده (هوکاگه پنجم) تبدیل به چونین شد. ساکورا عاشق ساسوکه بود و او را از تمام جهات ستایش می‌کرد اما ناروتو را که مهارت کمتری نسبت به او داشت مورد تمسخر قرار می‌داد. این مشخصه او تا قسمت‌هایی ادامه داشت تا اینکه متوجه ناروتوی واقعی شد و  این اخلاق خود را کنار گذاشت و ناروتو را بیش از پیش قبول نمود. علاوه بر مجموعه اصلی، ساکورا در دیگر رسانه‌های مرتبط با ناروتو حضور داشته‌است که از مهم‌ترین آن‌ها می‌توان به مجموعه مانگای اسپین‌آف ناروتو: هفتمین هوکاگه و اسکارلت اسپرینگ (۲۰۱۵) و دنبالهٔ مجموعه اصلی بوروتو: ناروتو نسل‌های بعدی (۲۰۱۶) اشاره کرد، که در آنجا به عنوان دکتری به نام ساکورا اوچیها به تصویر کشیده شده‌است.
او تبدیل به شخصیت اصلی مؤنث سری می‌شود اگرچه او به این سرعت آمادگی چنین نقشی را نداشت. کیشیموتو مشکلات بسیاری درکشیدن او داشت، که به موجب آن سبب تغییرات ناخواسته‌ای در قسمت‌هایی از ظاهر ساکورا از جمله پیشانی بلند او شد.با این حال او از لحاظ شخصیت توانست خودش را به دیگر شخصیت های اصلی مجموعه برساند و نقش مهمی را در روند داستان به عهده بگیرد . کیشیموتو برای جذاب‌تر کردن این شخصیت در سری دوم، لباس‌هایش را به گونه‌ای طراحی کرد که بیشتر شبیه به یک رزمی‌کار باشد و همچنین در فصل‌های بعدی ظاهر او را زیباتر کرد. قدرت اصلی ساکورا، هوش و توانایی بالای او در کنترل چاکرا و قدرت بدنی فوق بشری است. او در تمرین بالا رفتن از درخت توانست با کنترل خوب چاکرای خود از درخت بالا رود در حالی که ناروتو و ساسوکه چندین روز تمرین کردند تا موفق به این کار شدند. چیه ناکامورا صداپیشگی نسخه‌های ژاپنی این شخصیت را در اقتباس‌های مجموعه بر عهده دارد، در حالی که کیت هیگینس صداگذاری‌های انگلیسی نقش او را انجام داده‌است.